# Королёв, Фёдор Андреевич
Фёдор Андреевич Королёв (1909—1979) — физик, доктор физико-математических наук, профессор, заведующий кафедрой оптики и спектроскопии, заместитель декана физического факультета МГУ.

## Биография
Родился 10 июня 1909 года в селе Болошнево Рязанской губернии в многодетной крестьянской семье, в которой было 6 детей.
С детства трудился в крестьянском хозяйстве своих родителей. В середине двадцатых годов семья переехала в Москву. Экстерном закончил 1-ю Московскую школу Замоскворецкого района (1926) и начал работать чернорабочим на железной дороге, поступил (1928) рабочим на прядильную фабрику Комбината Трёхгорной мануфактуры.
Поступил (1930) в Московский институт инженеров связи. Перешёл (1931) на физический факультет МГУ, который закончил в 1935 году. Учился в аспирантуре физфака МГУ (1935—193). Первая научная работа «О применении метода Теплера для измерения поглощения ультразвука в жидкостях» вышла в 1937 году. Большую роль в становлении Королёва как учёного сыграло внимательное и доброжелательное отношение к его научной работе со стороны академиков: С. И. Вавилова, Г. С. Ландсберга, М. А. Леонтовича.
Защитил диссертацию «Исследование ультразвукового поля по методу Теплера (оптический метод) и применение его к измерению поглощения ультразвука в жидкостях и газах» (1939) на учёную степень кандидата наук (научный руководитель М. А. Леонтович). Защитил диссертацию «Теория и новые методы спектроскопии высокой разрешающей силы и применения их для изучения сверхтонкой структуры спектральных линий и в астрофизике» (1956) на учёную степень доктора физико-математических наук. Учёное звание: доцент (1942), профессор (1959).
Заведовал редакцией физико-математического журнала АН СССР (1939—1941). Работал в качестве старшего редактора отдела физики Большой советской энциклопедии (БСЭ) (1938—1944).
В марте 1942 года вернулся на физический факультет МГУ, воссоздал кафедру оптики и восстановил подготовку специалистов по специальности «оптика» и научные исследования по данному направлению. Возглавил кафедру оптики (с 1946), которой руководил вплоть до своей кончины. Заместитель декана физического факультета (1948—1954).
Перед войной оптическая промышленность СССР начала выпускать аппаратуру для спектрального анализа металлов. Однако в связи с эвакуацией это производство прекратилось. Физическому факультету МГУ поручили организовать исследовательскую, проектную работу и непосредственный выпуск серий спектральных приборов для обеспечения аналитических работ на предприятиях автомобильной, танковой, авиационной промышленности и др. Руководство этой работой было возложено на Королёва и кафедру оптики. В сжатые сроки были проведены исследовательские и конструкторские работы, по результатам которых были разработаны и изготовлены большие серии трёх типов спектральных приборов с электрическими агрегатами для возбуждения спектра испытуемых материалов. Созданная в МГУ аппаратура для спектрального анализа могла работать не только в условиях заводских лабораторий, но и непосредственно
в цехах, на складах, на подъездных путях, везде, куда поступал металл, наконец, в полевых условиях и во фронтовых лабораториях.
Область научных интересов: изучение механизма направленного взрыва. В годы войны Королёв разработал метод изучения взрыва непосредственно в полевых условиях, и с 1943 года исследования по направленному взрыву были перенесены в поле. Были созданы крупномасштабные установки для изучения процессов на реальных зарядах. Результаты этой важной работы нашли эффективное применение на фронтах войны, получили высокую оценку.
После начала войны планы организовал разработку и выпуск аппаратуры для экспрессного спектрального анализа металлов и сплавов, необходимых при производства танков и самолетов. В годы войны на кафедре были разработаны эффективные оптические методы исследования и приборы для изучения самых разнообразных явлений быстропротекающих процессов: распространение ультразвука, полета снарядов, распространение ударных и детонационных волн, движение различных продуктов взрыва, проводилось сверхскоростное фотографирование кумулятивных струй, изучение динамики их развития, определение скорости распространения. Эти исследования имели особое значение, поскольку впервые удалось раскрыть физическую природу кумуляции как явления, связанного с переходом кинетической энергии частиц продуктов взрыва в энергию направленного движения струи. Королёвым были также развиты методы, позволяющие изучать взрывы непосредственно в полевых условиях.
В 1946 году Королёву была присуждена Сталинская премия «За разработку методов и приборов для исследования направленного взрыва». Награждён медалью «За трудовую доблесть» (1961). Лауреат Государственной премии СССР (1946), премии им. М. В. Ломоносова (1971). Заслуженный деятель науки и техники РСФСР (1970).
Скончался 7 июня 1979 года в Москве, не дожив нескольких дней до своего 70-летия. Похоронен на Кунцевском кладбище в Москве.